# PIM Xtreme
PIM Xtreme es un gestor de información personal open source desarrollado por DGtalize utilizando la plataforma Microsoft .NET Framework 2.0.
Utiliza una base de datos MySQL para almacenar la información.
Este software se distribuye bajo la licencia GNU General Public Licence (GNU/GPL)

## Funcionalidades

### Estructura de módulos
- Agenda
  - Contactos
  - Notes / anotaciones cifradas
  - Tareas
  - Eventos
  - Calendario

- Finanzas
  - Cuentas
  - Movimientos
  - Reportes

### Otras funciones
- Alertas configurables
- Etiquetas globales
- Exportación/Importación de datos
- Exportación de Calendario
- Panel Hoy
- Lugares (ubicaciones)
- Multi-moneda (Cotización en línea)

## Database Manager
El PIM Xtreme Database Manager es una utilidad para administrar la base de datos de PIM Xtreme. Trabaja con sólo con MySQL Server (el único motor soportado por PIM Xtreme actualmente):
Features:
- Copia de seguridad de la base de datos
- Restaurar copia de seguridad de la base de datos
- Actualizar la base de datos (estructura de datos)
- Detener/Iniciar servidor
- Configurar MySQL como Servicio de Windows